# Liste d'espèces de bambous par pays

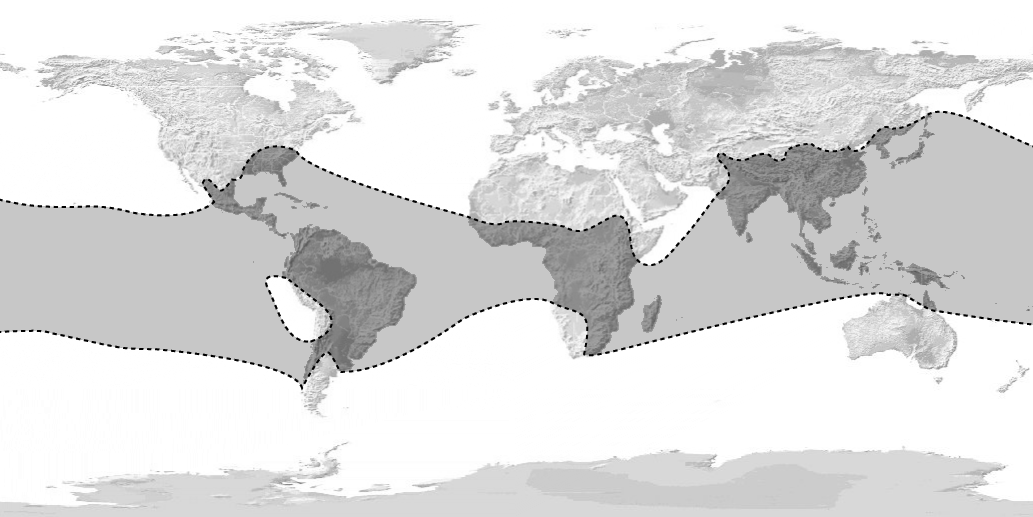
Distribution mondiale des Bambous

 (juin 2016).
Si vous disposez d'ouvrages ou d'articles de référence ou si vous connaissez des sites web de qualité traitant du thème abordé ici, merci de compléter l'article en donnant les références utiles à sa vérifiabilité et en les liant à la section « Notes et références ».

## Amériques

### Nombre d'espèces de bambous indigènes par pays ou territoire américain
Selon Bamboo Biodiversity: Africa, Madagascar and the Americas (UNEP-WCMC)
- Brésil : 134
- Venezuela : 68
- Colombie : 56
- Équateur : 41
- Costa Rica : 36
- Pérou : 35
- Mexique : 32
- Bolivie : 20
- Panama : 19
- Chili : 14
- Cuba : 13
- Argentine : 12
- Guatemala : 12
- Honduras : 8
- El Salvador : 7
- Haïti : 7
- Nicaragua : 7
- Trinité-et-Tobago : 7
- République dominicaine : 6
- Paraguay : 6
- Guyana : 5
- Porto Rico : 5
- Uruguay : 5
- Suriname : 4
- Belize : 3
- Bahamas : 1
- Dominique : 1
- États-Unis : 1
- Guyane française : 1
- Guadeloupe : 1
- Jamaïque : 1
- Martinique : 1
- Îles Vierges : 1

### Argentine
En Argentine, on recense 13 espèces de bambous ligneux indigènes répartis en 5 genres, listées ci-dessous.
Diverses espèces de bambous asiatiques ont été introduits dans le pays, notamment Bambusa tuldoides, Bambusa vulgaris 'Vittata', Bambusa arundinacea, Dendrocalamus asper, Phyllostachys aurea et Phyllostachys bambusoides).
- Chusquea
  - Chusquea andina R.A. Philippi
  - Chusquea culeou E. Desvaux
  - Chusquea deficiens L.G. Clark
  - Chusquea iorentziana Grisebach
  - Chusquea ramosissima Lindman
  - Chusquea tenella Nees
  - Chusquea valdiviensis E. Desvaux
- Colanthelia
  - Colanthelia rhizantha (Hackel) McClure
- Guadua
  - Guadua chacoensis (Rojas) X. Londoño & Peterson
  - Guadua paraguayana Doell
  - Guadua trinii (Nees) Ruprecht
- Merostachys
  - Merostachys clausenii var. clausenii Munro
- Rhipidocladum
  - Rhipidocladum racemiflorum (Steudel) McClure

### Chili
- Chusquea andina R.A. Philippi
- Chusquea ciliate R. A. Philippi
- Chusquea culeou E. Desvaux
- Chusquea cumingii Nees
- Chusquea fernandeziana R.A. Philippi
- Chusquea macrostachya R.A. Philippi
- Chusquea montana R.A. Philippi
- Chusquea quila Kunth
- Chusquea uliginosa R.A. Philippi
- Chusquea valdiviensis E. Desvaux

### Uruguay
- Chusquea juergensii Hackel
- Chusquea tenella Nees
- Guadua trinii (Nees) Ruprecht

### Paraguay
- Chusquea ramosissima Lindman
- Guadua chacoensis Rojas X. Londoño & L.G. Clark
- Guadua paniculata Munro
- Guadua paraguayana Doell
- Merostachys clausenii var. clausenii Munro

### Brésil
- Actinocladum verticillatum (Nees) Soderstrom
- Alvimia auriculata Soderstrom & X. Londoño
- Alvimia lancifolia Soderstrom & X. Londoño
- Apoclada arenicola McClure
- Apoclada cannavieria (Silveira) McClure
- Apoclada simplex McClure & L.B. Smith
- Arthrostylidium fimbrinodum Judziewicz & L.G. Clark
- Arthrostylidium grandifolium Judziewicz & L.G. Clark
- Arthrostylidium simpliciusculum (Pilger) McClure
- Arthrostachys capitata (Hooker) Benthman
- Atractantha amazonica Judziewicz & L.G. Clark
- Atractantha aureolanata Judziewicz
- Atractantha cardinalis Judziewicz
- Atractantha falcata McClure
- Atractantha radiata McClure
- Aulonemia amplissima (Nees) McClure
- Aulonemia aristulata (Doell) McClure
- Aulonemia effusa (Hackel) McClure
- Aulonemia glaziovii (Hackel) McClure
- Aulonemia goyazensis (Hackel) McClure
- Aulonemia radiata (Ruprecht) McClure & L.B. Smith
- Aulonemia ramosissima (Hackel) McClure
- Aulonemia setigera (Hackel) McClure
- Aulonemia ulei (Hackel) McClure & L.B. Smith
- Chusquea acuminata Doell
- Chusquea anelythra Nees
- Chusquea anelytroides Doell
- Chusquea attenuata (Doell) L.G. Clark
- Chusquea baculifera Silveira
- Chusquea bahiana L.G. Clark
- Chusquea bambusoides (Raddi) Hackel
- Chusquea bradei L.G. Clark
- Chusquea caparaoensis L.G. Clark
- Chusquea capitata Nees
- Chusquea capituliflora var. capituliflora Trinius
- Chusquea capituliflora var. pubescens McClure & L.B. Smith
- Chusquea erecta L.G. Clark
- Chusquea fasciculata Doell
- Chusquea gracilis McClure & L.B. Smith
- Chusquea heterophylla Nees
- Chusquea ibiramae McClure & L.B. Smith
- Chusquea juergensii Hackel
- Chusquea leptophylla Nees
- Chusquea linearis N.E. Brown
- Chusquea meyeriana Doell
- Chusquea microphylla (Doell) L.G. Clark
- Chusquea mimosa ssp. australis L.G. Clark
- Chusquea mimosa ssp. mimosa McClure L.B. Smith
- Chusquea nudiramea L.G. Clark
- Chusquea nutans L.G. Clark
- Chusquea oligophylla Ruprecht
- Chusquea oxylepis (Hackel) E. Ekman
- Chusquea pinifolia (Nees) Nees
- Chusquea pulchella L.G. Clark
- Chusquea ramosissima Lindman
- Chusquea riosaltensis L.G. Clark
- Chusquea sclerophylla Doell
- Chusquea oxylepis (Hackel) E. Ekman
- Chusquea sellowii Ruprecht
- Chusquea pulchella L.G. Clark
- Chusquea tenella Nees
- Chusquea tenuiglumis Doell
- Chusquea tenuis E.G. Camus
- Chusquea urelytra Hackel
- Chusquea wilkesii Munro
- Chusquea windischii L.G. Clark
- Colanthelia burchellii (Munro) McClure
- Colanthelia cingulata (McClure & L.B. Smith) McClure
- Colanthelia distans (Trinius) McClure
- Colanthelia intermedia (McClure & L.B. Smith) McClure
- Colanthelia lanciflora (McClure & L.B. Smith) McClure
- Colanthelia macrostachya (Nees) McClure
- Colanthelia rhizantha (Hackel) McClure
- Cricuma asymmetrica Soderstrom & X. Londoño
- Elytrostachys sp.
- Eremocaulon aureofimbriatum Soderstrom & X. Londoño
- Glaziophyton mirabile Franchet
- Guadua calderoniana X. Londoño & Peterson
- Guadua ciliata X. Londoño & Davidse
- Guadua glomerata Munro
- Guadua latifolia Kunth
- Guadua macrostachya Ruprecht
- Guadua maculosa (Hackel) E.G. Camus
- Guadua paniculata Munro
- Guadua aff. paraguayana Doell
- Guadua sarcocarpa ssp. sarcocarpa X. Londoño & Peterson
- Guadua superba Huber
- Guadua tagoara (Nees) Kunth
- Guadua trinii (Nees) Ruprecht
- Guadua virgata (Trinius) Ruprecht
- Guadua weberbaueri Pilger
- Merostachys abadiana Sendulsky
- Merostachys argentea Sendulsky
- Merostachys argyronema Lindman
- Merostachys bifurcata Sendulsky
- Merostachys bradei Pilger
- Merostachys burmanii Sendulsky
- Merostachys calderoniana Sendulsky
- Merostachys caucaiana Sendulsky
- Merostachys ciliata McClure & L.B. Smith
- Merostachys clausenii var. clausenii Munro
- Merostachys clausenii var. mollior Doell
- Merostachys exserta E.G. Camus
- Merostachys filgueirasii Sendulsky
- Merostachys fischeriana Doell
- Merostachys fistulosa Doell
- Merostachys glauca Sendulsky
- Merostachys kleinii Sendulsky
- Merostachys kunthii Ruprecht
- Merostachys lanata Sendulsky
- Merostachys leptophylla Sendulsky
- Merostachys magellanica Sendulsky
- Merostachys medullosa Sendulsky
- Merostachys multiramea Hackel
- Merostachys neesii Ruprecht
- Merostachys petiolata Doell
- Merostachys pilifera Sendulsky
- Merostachys pluriflora E.G. Camus
- Merostachys polyantha McClure
- Merostachys procerrima Sendulsky
- Merostachys ramosissima Sendulsky
- Merostachys riedeliana Doell
- Merostachys rodoniensis Sendulsky
- Merostachys scandens Sendulsky
- Merostachys sellovii Munro
- Merostachys skortzovii Sendulsky
- Merostachys sparsiflora Ruprecht
- Merostachys speciosa Sprengel
- Merostachys ternata Needs
- Merostachys vestita McClure & L.B. Smith
- Myriocladus grandifolius Swallen
- Myriocladus neblinaensis Swallen
- Myriocladus paludicolus Swallen
- Myriocladus virgatus Swallen
- Rhipidocladum parviflorum (Trinius) McClure

### Bolivie
- Actinocladum verticillatum (Nees) Soderstrom
- Arthrostylidium canaliculatum Renvoize
- Aulonemia boliviana Renvoize
- Aulonemia herzogiana (Henrard) McClure
- Aulonemia logipedicellata Renvoize
- Aulonemia queko Goudot
- Aulonemia tremula Renvoize
- Chusquea delicatula Hitchcock
- Chusquea longipendula O. Kuntze
- Chusquea lorentziana Grisebach
- Chusquea peruviana E. G. Camus
- Chusquea scandens Kunth
- Chusquea spicata Munro
- Chusquea tessellata Munro
- Elytrostachys sp.
- Guadua capitata (Trinius) Munro
- Guadua chacoensis (Rojas) X. Londoño & Peterson
- Guadua paniculata Munro
- Guadua  paraguayana Doell
- Guadua sarcocarpa ssp. purpuracea X. Londoño & Peterson
- Guadua superba Huber
- Guadua weberbaueri Pilger
- Neurolepis weberbaueri Pilger
- Olyra fasciculata Trin.
- Olyra juruana Mez
- Pariana aurita Swallen
- Pariana bicolor Tutin
- Rhipidocladum harmonicum (Parodi) McClure
- Rhipidocladum racemiflorum (Steudel) McClure

### Pérou
- Arthrostylidium simpliciusculum (Pilger) McClure
- Aulonemia haenkii (Ruprecht) McClure
- Aulonemia  hirtula (Pilger) McClure
- Aulonemia humillima (Pilger) McClure
- Aulonemia parviflora (Presl) McClure
- Aulonemia queko Goudot
- Chusquea aspera L.G. Clark
- Chusquea barbata L.G. Clark
- Chusquea decolorata Munro
- Chusquea delicatula Hitchcock
- Chusquea depauperata Pilger
- Chusquea dombeyana Kunth
- Chusquea exasperata L.G. Clark
- Chusquea huantensis Pilger
- Chusquea inamoena Pilger
- Chusquea neurophylla L.G. Clark
- Chusquea peruviana D.G. Camus
- Chusquea picta Pilger
- Chusquea polyclados Pilger
- Chusquea pubispicula Pilger
- Chusquea scandens Kunth
- Chusquea smithii L.G. Clark
- Chusquea spicata Munro
- Chusquea straminea Pilger
- Chusquea tarmensis Pilger
- Chusquea tessellata Munro
- Elytrostachys sp.
- Guadua angustifolia Kunth
- Guadua glomerata Munro
- Guadua sarcocarpa ssp. purpuracea X. Londoño & Peterson
- Guadua sarcocarpa ssp. sarcocarpa X. Londoño & Peterson
- Guadua weberbaueri Pilger
- Merostachys sp.
- Olyra ecaudata Doell
- Olyra fasciculata Trin.
- Olyra loretensis Mez
- Olyra juruana Mez
- Olyra glaberrina Raddi
- Pariana gracilis Doell
- Pariana bicolor Tutin
- Pariana aurita Swallen
- Pharus virescens
- Pharus lappulaceus
- Pariana radiciflora  Sagot ex Doell

### Guyanes
- Arthrostylidium scandens McClure
- Arthrostylidium venezuelae (Steudel) McClure
- Aulonemia deflexa (N.E. Brown) McClure
- Chusquea linearis N.E. Brown
- Guadua glomerata Munro
- Guadua latifolia (Humb & Bonpl) Kunth
- Guadua macrostachya Ruprecht
- Guadua weberbaueri Pilger
- Merostachys retrorsa McClure
- Myriocladus distantiflorus Swallen
- Neurolepis angusta Swallen
- Rhipidocladum racemiflorum (Steudel) McClure
- Rhipidocladum sibilans Davidse, Judziewicz, & L.G. Clark

### Mexique
- Arthrostylidium excelsum Grisebach
- Aulonemia clarkiae Davidse & R. Pohl
- Aulonemia fulgor Soderstrom
- Aulonemia laxa (F. Maekino) McClure
- Chusquea aperta L.G. Clark (vulnérable)
- Chusquea bilimekii Fournier (vulnérable)
- Chusquea circinata Soderstrom & Calderon
- Chusquea coronalis Soderstrom & Calderon
- Chusquea  foliosa L.G. Clark
- Chusquea galeottiana Munro
- Chusquea glauca L.G. Clark
- Chusquea lanceolata Hitchcock
- Chusquea liebmannii Fournier
- Chusquea longifolia Swallen
- Chusquea muelleri Munro
- Chusquea nelsonii Scribner & Smith
- Chusquea repens ssp. oaxacacensis L.G. Clark & X. Londoño
- Chusquea repens ssp. repens L.G. Clark & X. Londoño
- Chusquea perotensis L.G. Clark, G. Cortes & Chazaro
- Chusquea pittieri Hackel
- Chusquea simpliciflora Munro
- Chusquea sulcata Swallen
- Guadua amplexifolia Presl
- Guadua aculeata Fournier
- Guadua longifolia (Fournier) R. Pohl
- Guadua paniculata Munro
- Guadua velutina X. Londoño & L.G. Clark
- Merostachys sp.
- Olmeca recta Soderstrom
- Olmeca reflexa Soderstrom
- Otatea acuminata ssp. acuminata Calderon & Soderstrom
- Otatea acuminata ssp. aztecorum (McClure & E. Smith) Guzman et al.
- Otatea fimbriata Soderstrom
- Rhipidocladum bartlettii (McClure) McClure
- Rhipidocladum martinezii Davidse & R. Pohl
- Rhipidocladum pittieri (Hackel) McClure
- Rhipidocladum racemiflorum (Steudel) McClure

### États-Unis
Le genre Arundinaria classé dans la tribu des Arundinarieae est le seul genre de bambous indigène des États-Unis. Il comprend trois espèces acceptées :
- Arundinaria appalachiana Triplett, Weakley & L.G.Clark (2006)
- Arundinaria gigantea (Walter) Muhl. (1813)[4]
- Arundinaria tecta Muhl. (1817)

## Asie

### Nombre d'espèces de bambous indigènes par pays ou territoire asiatique
L'Asie est principal centre de biodiversité des bambous ligneux avec environ 60 genres comprenant 1012 espèces (données de The Bamboos of the World,  D. Ohrnberger, 1999).
- Chine : 626
- Inde : 102
- Japon :  84
- Birmanie : 75
- Viêt Nam :  69
- Indonésie : 56
- Malaisie :  50
- Thaïlande :  36
- Philippines :  26
- Népal :  25
- Papouasie-Nouvelle-Guinée :  22
- Bhoutan : 21
- Bangladesh : 18
- Laos :  13
- Sri Lanka :  11
- Hong Kong : 9
- Brunei : 6
- Corée du Sud :  6
- Cambodge : 4
- Pakistan :  3
- Singapour :  3
- Corée du Nord :  2
- Russie (Sakhaline et îles Kouriles) :  1

### Chine

#### Tribu desBambuseae
Les bambous  appartenant à la tribu des Bambuseae (bambous ligneux tropicaux) sont représentés en Chine par  34 genres (dont 5 endémiques et un introduit) et 534 espèces (dont 469 endémiques et 3 introduites).

#### Liste
- Acidosasa chienouensis (Wen) Chao et Wen
- Acidosasa chinensis Chu et Chao
- Acidosasa edulis (Wen) Wen
- Acidosasa hirtiflora Wang et Ye
- Acidosasa longiligula (Wen) Chao et Chu
- Acidosasa purpures (Hsuch et Yi) Keng f.
- Acidosasa venusta (Mcchire) Wang et Ye
- Brachystachyum densiflorum
- Chimonobambusa tumidinoda
- Chimonobambusa quadrangularis
- Fargesia spathacea
- Ferrocalamus strictus Hsuch et Keng f.
- Indocalamus tessellatus
- Indosasa shibataeoides
- Phyllostachys pubescens
- Phyllostachys bambusoides
- Phyllostachys bambusoides f. tanakae
- Phyllostachys pubescens
- Phyllostachys nigra var. henonis
- Phyllostachys congesta
- Phyllostachys makinoi
- Phyllostachys nuda
- Phyllostachys viridis
- Pleioblastus amarus
- Pseudosasa amabilis (Mcclure) Keng f.
- Sinarundinaria nitida
- Sinobambusa tootsik

On a par ailleurs trouvé des fossiles de deux espèces du genre (aujourd'hui éteint) Bambusiculmus datant du Miocène moyen (de 16 à 12 millions d'années) dans la province du Yunnan.

### Inde
Avec environ 148 espèces et 29 genres, l'Inde est un des principaux centres de biodiversité des bambous, le second pays après la Chine pour le nombre d'espèces. 71 espèces sont endémiques de l'Inde.
- Ampelocalamus (monotypique) :
  - Ampelocalamus patellaris (Gamble) Stapleton
- Bambusa :
  - Bambusa affinis Munro;
  - Bambusa alemtemshii Naithani (endémique) ;
  - Bambusa assamica Barooah & Borthakur (endémique) ;
  - Bambusa atra Lind.;
  - Bambusa balcooa Roxb.;
  - Bambusa bambos Voss;
  - Bamusa bambos var. gigantea Bennet & Gaur (endémique) ;
  - Bambusa barpatharica Borthakur & Barooah (endémique) ;
  - Bambusa binghamii Gamble;
  - Bambusa burmanica Gamble;
  - Bambusa cacharensis Majumdar (endémique) ;
  - Bambusa comillensis Alam (endémique) ;
  - B. dampaeana Naithani (endémique) ;
  - Bambusa garuchokua Barooah & Borthakur (endémique) ;
  - Bambusa glaucescens (Willd.) Sieb.ex Munro (seulement cultivé) ;
  - Bambusa griffithiana Munro;
  - Bambusa jaintiana Majumdar;
  - Bambusa khasiana Munro;
  - Bambusa kingiana Gamble;
  - Bambusa majumdarii Kumari and Singh (endémique) ;
  - Bambusa manipureana Naithani and Bisht (endémique) ;
  - Bambusa mizorameana Naithani (endémique) ;
  - Bambusa memberanacea (Munro) Stapleton;
  - Bambusa mohanramii Kumari et Singh (endémique) ;
  - Bambusa multiplex (Lour.) Raeusch ex Schult. et Schult.f. (seulement cultivé) ;
  - Bambusa nagalandeana Naithani (endémique) ;
  - Bambusa nairiana Kumari and Singh (endémique) ;
  - Bambusa nutans Wall. ex Munro;
  - Bambusa oliveriana Gamble[8] ;
  - Bambusa pallida Munro;
  - Bambusa polymorpha Munro;
  - Bambusa pseudopallida R. Majumdar (endémique) ;
  - Bambusa rangaensis Barooah & Borthakur (endémique) ;
  - Bambusa salarkhanii Alam (endémique) ;
  - Bambusa teres Ham. ex Munro;
  - Bambusa tulda Roxb.;
  - Bambusa vulgaris Schrad. ex Wendl.;
  - Bambusa vulgaris var. vittata A. & C. Riviere (seulement cultivé) ;
  - Bambusa wamin Camus[8] (seulement cultivé).
- Cephalostachyum :
  - Cephalostachyum capitatum Munro ;
  - Cephalostachyum flavescens Kurz. ;
  - Cephalostachyum fuchsianum Gamble (endémique) ;
  - Cephalostachyum latifolium Munro;
  - Cephalostachyum longwanum Naithani (endémique) ;
  - Cephalostachyum mannii (Gamble) Stapleton & Li (endémique) ;
  - Cephalostachyum pallidum Munro (endémique) ;
  - Cephalostachyum pergracile Munro.
- Chimonobambusa (monotypique):
  - Chimnobambusa callosa (Munro) Nakai (endémique).
- Chimonocalamus :
  - Chimonocalamus griffithianus (Munro) Hsuch & Yi (endémique) ;
  - Chimonocalamus longiusculus Hsueh & Yi;
  - Chimonocalamus nagalandianus (Naithani) M.L. Sharma comb. nov. (endémique) ;
  - Chimonocalamus lushaiensisi (Bor) M.L.Sharma comb. nov. (endémique)
- Dendrocalamus : 
  - Dendrocalamus asper (Schult.) Backer (seulement cultivé);
  - Dendrocalamus brandisii (Munro) Kurz. (endémique) ;
  - Dendrocalamus calostachyus (Kurz) Kurz (endémique) ;
  - Dendrocalamus collettianus Gamble;
  - Dendrocalamus copelandii (Gamble ex Brandis) Xia & Stapleton (seulement cultivé) ;
  - Dendrocalamus giganteus Munro (seulement cultivé) ;
  - Dendrocalamus hamiltonii Nees & Arn. ex Munro;
  - Dendrocalamus hookeri Munro;
  - Dendrocalamus latiflorus Munro;
  - Dendrocalamus longifimbriatus Gamble;
  - Dendrocalamus longispathus Kurz ;
  - Dendrocalamus manipureanus Naithani & Bisht (endémique) ;
  - Dendrocalamus parishii Munro (endémique) ;
  - Dendrocalamus sahnii Naithani & Bahadur (endémique) ;
  - Dendrocalamus sericeus Munro (endémique) ;
  - Dendrocalamus sikkimenis Gamble;
  - Dendrocalamus somdevai Naithani (endémique) ;
  - Dendrocalamus strictus (Roxb.) Nees.
- Dinochloa :
  - Dinochloa andamanica Kurz. (endémique) ;
  - Dinochloa nicobariana Majumdar. (endémique)
- Drepanostachyum[9] :
  - Drepanostachyum falcatum (Nees) Keng f. (endémique) ;
  - Drepanostachyum falconeri (Munro) D.C. McClint. (endémique) ;
  - Drepanostachyum hookerianum (Munro) Keng f.;
  -  Drepanostachyum intermedium (Munro) Keng f. (endémique) ;
  - Drepanostachyum kurzii (Gamble) Majumdar;
  - Drepanostachyum polystachyum (Kurz. ex Gamble) Majumdar. (endémique)
- Gigantochloa :
  - Gigantochloa albociliata (Munro) Kurz ;
  - Gigantochloa andamanica (Kurz.) Kurz;
  - Gigantochloa apus(Bl. ex Schult.f.) Kurz ;
  - Gigantochloa atroviolacea Widjaja (seulement cultivé) ;
  - Gigantochloa bastareana Naithani & Pal (endémique) ;
  - Gigantochloa macrostachya Kurz ;
  - Gigantochloa pseudoarundinacea (Steud.) Widjaja (seulement cultivé).
- Indocalamus[10] :
  - Indocalamus walkerianus (Munro) Nakai;
  - Indocalamus wightianus (Munro) Nakai (endémique) ;
  - Indocalamus wightianus var. hispidus (Steud) Nakai (endémique)
- Melocalamus :
  - Melocalamus compactiflorus (Kurz) Benth.;
  - Melocalamus gracilis Majumdar;
  - Melocalamus indicus Majumdar;
  - Melocalamus maclellandii (Munro) Naithani (endémique) ;
  - Melocalamus mastersii (Munro) Majumdar (endémique) .
- Melocanna :
  - Melocanna arundina Parkinson;
  - Melocanna baccifera (Roxb.) Kurz;
  - Melocanna clarkei (Gamble ex Brandis) Kumari & Singh. (endémique)
- Neohouzeaua :
  - Neohouzeaua dullooa (Camus) Gamble;
  - Neohouzeaua helferi (Munro) Gamble.
- Neomicrocalamus :
  - Neomicrocalamus andropogonifolius (Griffith) Stapleton;
  - Neomicrocalamus prainii (Gamble) Keng f. (endémique)
- Ochlandra :
  - Ochlandra beddomei Gamble (endémique) ;
  - Ochlandra ebracteata Raizada & Chatterji (endémique) ;
  - Ochlandra keralensis Muktesh, Ramesh & Stephen (endémique) ;
  - Ochlandra scriptoria (Dennst.) Fischer (endémique) ;
  - Ochlandra setigera Gamble (endémique) ;
  - Ochlandra sivagiriana (Gamble) Camus (endémique) ;
  - Ochlandra soderstromeana Muktesh & Stephen (endémique) ;
  - Ochlandra spirostylis Muktesh, Seetha. & Stephen (endémique) ;
  - Ochlandra talbotii Brandis (endémique) ;
  - Ochlandra travancorica var. travancorica Benth. & Hook. f. (endémique) ;
  - Ochlandra travancorica var. hirsuta Gamble (endémique) ;
  - Ochlandra wightii (Munro) Fischer. (endémique)
- Oxytenanthera :
  - Oxytenanthera abyssinica (A. Rich.) Munro;
  - Oxytenanthera bourdillonii Gamble (endémique) ;
  - Oxytenanthera monadelpha (Thw.) Alst.;
  - Oxytenanthera ritcheyi[[]] (Munro) Blatter and Mc Cann. (endémique) ;
  - Oxytenanthera stocksii[[]] Munro. (endémique)
- Phyllostachys :
  - Phyllostachys aurea Carr. ex A. & C. Riviere (seulement cultivé) ;
  - Phyllostachys bambusoides Sieb. and Zucc. (seulement cultivé) ;
  - Phyllostachys edulis (Carr.) Lehai (seulement cultivé) ;
  - Phyllostachys mannii Gamble (endémique) ;
  - Phyllostachys nigra (Lodd.) Munro (seulement cultivé).
- Pleioblastus (monotypique) :
  - Pleioblastus viridi-striatus (Regel) Makino (seulement cultivé).
- Pseudosasa (monotypique) :
  - Pseudosasa japonica (Sieb. & Zucc. ex Steud.) Makino ex Nakai (seulement cultivé).
- Pseudostachyum (monotypique) : P. polymorphum Munro.
- Sarocalamus (monotypique) :
  - Sarocalamus racemosa (Munro) Stapleton.
- Schizostachyum :
  - Schizostachyum andamanicum Kumar & Ramesh (endémique) ;
  - Schizostachyum kalpongianum Kumar & Ramesh (endémique) ;
  - Schizostachyum kurzii (Munro) Majumdar;
  - Schizostachyum rogersii Brandis (endémique) ;
  - Schizostachyum seshagirianum Majumdar (endémique) .
- Shibataea (monotypique) :
  - Shibataea kumasasa (Zoll. ex Steud.) Makino ex Nakai (seulement cultivé).
- Stapletonia (monotypique) :
  - Stapletonia arunachalensis (Naithani) Singh, Dash & Kumari (endémique) .
- Teinostachyum :
  - Teinostachyum beddomei Fischer (endémique) ;
  - Teinostachyum griffithii Munro. (endémique)
- Thamnocalamus :
  - Thamnocalamus aristatus (Gamble) Camus (endémique) ;
  - Thamnocalamus longispiculatus (Majumdar) M.L.Sharma
  - Thamnocalamus spathiflorus (Trin.) Munro. (endémique) ;
  - Thamnocalamus occidentalis Stapleton.
- Thyrsostachys :
  - Thyrsostachys oliveri Gamble;
  - Thyrsostachys regia (Munro) Bennet (seulement cultivé).
- Yushania :
  - Yushania densifolia (Munro) Majumdar;
  - Yushania elegans (Kurz.) Majumdar;
  - Yushania hirsutea (Munro)Majumdar (endémique) ;
  - Yushania jaunsarensis (Gamble) Yi (endémique) ;
  - Yushania maling (Gamble) Majumdar;
  - Yushania microphylla (Griffith)Majumdar (endémique) ;
  - Yushania pantlingii (Gamble) Majumdar (endémique) ;
  - Yushania rolloana (Gamble) Yi (endémique) ;
  - Yushania yadongensis Yi.
- Borinda (monotypique) :
  - Borinda grossa (T.P.Yi) Stapleton.

### Taïwan
- Arundinaria graminea (Bean) Makino
- Arundinaria hindsii Munro
- Arundinaria kunishii Hayata
- Arundinaria linearis Hackel
- Arundinaria simonii A. & C. Rivière
- Arundinaria usawai Hayata
- Arundinaria variegata (Siebold) Makino

## Afrique
Le continent africain contient environ 17 espèces de bambous ligneux, soit beaucoup moins que l'Asie du Sud-Est et que le continent américain.
Il est à noter que l'île de Madagascar abrite environ deux fois plus d'espèces (avec un fort taux d'endémisme) que le continent africain.

### Nombre d'espèces de bambous indigènes par pays ou territoire africain
Selon Bamboo Biodiversity: Africa, Madagascar and the Americas (UNEP-WCMC)
- Madagascar : 33
- Tanzanie : 4
- Tanzanie : 4
- Malawi : 3
- Ouganda : 3
- Zambie : 3
- Cameroun : 2
- Congo-Brazzaville : 2
- Congo-Kinshasa : 2
- Éthiopie : 2
- Soudan : 2
- Zimbabwe : 2
- Afrique du Sud : 1
- Angola : 1
- Bénin : 1
- Burundi : 1
- République centrafricaine : 1
- Comores : 1
- Côte d'Ivoire : 1
- Érythrée : 1
- Gambie : 1
- Ghana : 1
- Guinée : 1
- Guinée-Bissau : 1
- Kenya : 1
- Mozambique : 1
- Nigeria : 1
- La Réunion : 1
- Rwanda : 1
- Sénégal : 1
- Sierra Leone : 1
- Togo : 1

### Madagascar
On recense à Madagascar 33 espèces de bambous ligneux, dont 32 espèces endémiques de l'île.
L'unique espèce à distribution pantropicale est Bambusa vulgaris, possiblement introduite.
- Arundinaria ambositrensis
- Arundinaria humbertii
- Arundinaria ibityensis
- Arundinaria madagascariensis
- Arundinaria marojejyensis
- Arundinaria perrieri
- Cathariostachis capitata
- Cathariostachys madagascariensis
- Decaryochloa diadelpha
- Hickelia madagascariensis
- Perrierbambus
- Sirochloa parvifolia
- Valiha diffusa

### Côte d'Ivoire
Des études ont évoqué l’utilisation du bambou de chine dans la pharmacopée africaine (N’Guessan et al., 2006; Koulibaly et al., 2016). Zadou et al. (2011), lors d’un inventaire dans la forêt de Marais, au Sud-Est de la Côte d’Ivoire, sur les usages des espèces qu’on y trouve, ont mentionné les quelques usages du bambou de chine local par les populations riveraines de la forêt. Il ressort de ces études que l’espèce la plus connue et la plus utilisée en Côte d’Ivoire, est Bambusa vulgaris (Schrad. ex J.C. Wendl.).

### Réunion
- Nastus borbonicus (calumet), espèce endémique de La Réunion[13]